# 瓮声街道
瓮声街道，是中华人民共和国吉林省延边朝鲜族自治州安图县下辖的一个乡镇级行政单位。

## 行政区划
瓮声街道下辖以下地区：
新安社区、铁东社区、经山社区和明安社区。